# Tony Jantschke
Tony Jantschke (* 7. April 1990 in Hoyerswerda) ist ein ehemaliger deutscher Fußballspieler, der in seiner gesamten Profikarriere bei Borussia Mönchengladbach unter Vertrag stand.

## Karriere
Die Karriere des 1,77 m großen Mittelfeldspielers hatte beim Hoyerswerdaer SV Einheit und dem FV Dresden-Nord begonnen, bevor er 2006 zu Borussia Mönchengladbach wechselte. Dort kam er in der Jugend und in der zweiten Mannschaft zum Einsatz und wohnte fast zwei Jahre lang im Jugendinternat des Vereins. Am 29. November 2008 debütierte er unter Trainer Hans Meyer in der Bundesliga bei der 1:3-Heimniederlage gegen Energie Cottbus, als er in der 46. Minute für Gal Alberman eingewechselt wurde. Im Spiel gegen Bayer 04 Leverkusen (1:3) am 6. Dezember 2008, in dem er über die gesamten 90 Minuten zum Einsatz kam, erzielte er sein erstes Bundesligator. Mit 18 Jahren und 243 Tagen ist er hinter Marco Villa und Rainer Bonhof Borussias drittjüngster Torschütze in der Bundesliga.
Am 1. Januar 2009 unterschrieb Jantschke einen Profivertrag, der zunächst bis Ende Juni 2012 datiert war und später bis 2018 verlängert wurde. Zu Beginn der Saison 2010/11 verletzte er sich am 12. September 2010 in der Regionalligabegegnung der zweiten Mannschaft gegen den SC Wiedenbrück 2000 und fiel nach einem Bruch des linken Mittelfußes nahezu die gesamte Hinrunde aus.
Jantschke, der in Mönchengladbach unter Hans Meyer zunächst auf der Position des defensiven Mittelfeldspielers eingesetzt wurde, jedoch auch schon als Links- oder Innenverteidiger auflief, sieht sich selbst als „Defensiv-Allrounder“. In der Saison 2011/12 kam er jedoch vermehrt als rechter Verteidiger zum Einsatz, wobei sein früherer Junioren-Nationaltrainer der Erste war, der ihn auf der Außenposition in der Abwehr spielen ließ. Dort verdrängte er den bis dahin gesetzten Tobias Levels und erspielte sich einen Stammplatz auf dieser Abwehrseite. Er wurde während der Hinrunde der Spielzeit 2013/14 nach der Verletzung der etatmäßigen Innenverteidiger von der Außen- in die Innenverteidigung gezogen und kam über mehrere Spiele auf dieser Position zum Einsatz.
Am 20. April 2017 verlängerte Jantschke seinen Vertrag in Mönchengladbach bis 2021. Im Dezember 2020 verlängerte er seinen Vertrag bis 2023. Zudem wurde eine Vereinbarung abgeschlossen, wonach Jantschke nach seiner aktiven Laufbahn eine Aufgabe im Verein übernehmen soll. Anfang April 2023 wurde sein Vertrag bis zum Ende der Saison 2023/24 verlängert. Die Vereinbarung, dass er über „seine aktive Karriere hinaus dem Verein erhalten bleibt“, wurde dabei bestätigt. Jantschke gab das Ende seiner aktiven Karriere zum Ende der Saison 2023/24 bekannt, um im Anschluss eine Position im Trainerteam des Profikaders sowie im Nachwuchsleistungszentrum einzunehmen.
Für seine Heimatregion, die Oberlausitz, fungiert Jantschke seit Juni 2015 als „Oberlausitz-Botschafter“.